# Hans Haider (Manager)
Hans Haider (* 10. Mai 1942 in Oberneukirchen, Oberösterreich) ist ein österreichischer Manager.

## Ausbildung und Karriere
Haider besuchte das Stiftsgymnasium Wilhering, wo er 1961 mit Auszeichnung maturierte. Danach begann er das Studium der Nachrichtentechnik an der TU Wien, welches er 1968 mit dem akademischen Grad Diplomingenieur abschloss. Seit 1961 ist er Mitglied der katholischen Studentenverbindung KaV Norica Wien. Weiters absolvierte Haider ein Studium an der Graduate School of Business der Stanford University. Danach war er in verschiedenen Managementfunktionen bei der Siemens AG Österreich tätig. Unter anderem wurde er zum Vorsitzenden des Vorstandes eines selbständigen Geschäftsgebietes mit weltweiter Gesamt-Geschäftsverantwortung ernannt. Von Jänner 1994 bis April 2004 war er Vorstandsvorsitzender des Verbunds, der heutigen VERBUND-AG und von April 2004 bis Mai 2007 in der Funktion des Generaldirektors.
Sein Nachfolger ist Michael Pistauer. Am 13. Juni 2007 gaben Hans Haider, Ex-Finanzminister Karl-Heinz Grasser und Bankier Julius Meinl bekannt, als Partner in dem neuen Energie-Investmentfonds Meinl International Power einzusteigen, der den Bau von Kraftwerken in Osteuropa finanzieren soll.

## Weitere Funktionen
Von 1994 bis 2007 war Haider Präsidiumsmitglied im Verband der Elektrizitätsunternehmen Österreichs (VEÖ). Von 2002 bis 2005 war er darüber hinaus Präsident der Union of the Electricity Industry (Eurelectric), wo er seither Ehrenpräsident ist. Seit 2003 wirkt Hans Haider als Präsident des Österreichischen Nationalkomitees des Weltenergierates (World Energy Council). Haider war von Beginn seiner Tätigkeit im Verbund als Aufsichtsrats-Vorsitzender und Aufsichtsrat in allen wesentlichen Tochtergesellschaften des Verbund-Konzerns tätig.